# São Sebastião de Lagoa de Roça
São Sebastião  de Lagoa de Roça este un oraș în Paraíba (PB), Brazilia.